# بارانک خاکستری
بارانک خاکستری، دیو آلبالو (نام علمی: Sorbus graeca) نام یک گونه از سرده بارانک است.درختچه و یا درختی است کوچک و از قفقاز و ایران تا ترکستان و پامیر پراکنده است. این گیاه در شمال، شمال شرقی و غرب ایران (کرمانشاه و بخشهایی از زاگرس) و در دامنه‌های جنوبی البرز، در پس‌قلعه و توچال تا ارتفاع 3000 متری از سطح دریاهای آزاد، وجود دارد.
بلندی دیو آلبالو 3 تا 5 متر است. شاخه‌های جوان آن صاف و براق و به رنگ ارغوانی تیره و شاخه‌های مُسِتر خاکستری‌رنگ هستند. برگها تخم‌مرغی پهن تا بیضی کشیده و به درازای 5 تا 10 سانتی‌متر و پهنای 3 تا 7 سانتی‌متر هستند. حاشیه برگها دندانه‌دار است و در بخش انتهایی آن، 4 تا 7 لوب مثلثی تا تخم‌مرغی دیده می شود. روی برگها صاف و براق و پشت آن‌ها پوشیده از کرکهای نقره‌ای رنگ است. هر برگ 5 تا 6 رگبرگ دارد. گلهای دیو آلبالو کوچک و سفیدرنگ‌اند و در بهار شکوفا می شوند. میوه‌ها تخم‌مرغی شکل به درازای 10 تا 15 میلیمتر و به رنگ زرد متمایل به نارنجی هستند. قاعده میوه‌ها پوشیده از کُرکهای آردی – نَمَدی است.